# AKB1시59분!
AKB1시59분!(AKB1じ59ふん!,えーけーびーいちじごじゅうきゅうふん)은 니혼테레비에서 간토 지역 로컬 프로그램으로 방송되었던 버라이어티 프로그램으로 2008년 1월 24일부터 3월 27일까지 방송되었으며 이후 시간을 옮겨 AKB0시59분!으로 바뀌었다.

## 개요
- AKB48의 첫 지상파 레귤러 방송.
- 멤버들이 여러 가지 과제에 도전하는 형식이었으며 방송 후반부에는 노래를 부르기도 한다.

## 출연자
소속 팀은 방송 종료일(2008년 3월 27일) 당시

### 레귤러
- AKB48
  - 팀A
    - 이타노 토모미
    - 오오시마 마이
    - 카와사키 노조미
    - 코지마 하루나
    - 코마타니 히토미
    - 사토 유카리
    - 시노다 마리코
    - 타카하시 미나미
    - 토지마 하나
    - 마에다 아츠코
    - 미네기시 미나미

  - 팀K
    - 아키모토 사야카
    - 오오시마 유코
    - 오오호리 메구미
    - 오노 에레나
    - 카사이 토모미
    - 사토 나츠키
    - 노로 카요
    - 미야자와 사에

  - 팀B
    - 오오타 아이카
    - 우라노 카즈미
    - 카시와기 유키
    - 키쿠치 아야카
    - 히라지마 나츠미
    - 와타나베 마유
- 타카다 쥰지
- 배드 보이즈 (사다 마사키, 오오미조 키요토)

## 같이 보기
- AKB0시59분!
- AKBINGO!